# Dick Hillenius
Dick Hillenius (Amsterdam, 29 mei 1927 – aldaar, 4 mei 1987), was bioloog, schrijver en dichter. Hij promoveerde in 1959 op kameleons en was geruime tijd conservator reptielen en amfibieën aan het Zoölogisch Museum van de Universiteit van Amsterdam. Daarnaast ontpopte hij zich als auteur van een aanzienlijk en toegankelijk oeuvre. Zijn schrijversnaam was D. Hillenius.
Rond 1950 was Hillenius redacteur van het Amsterdamse studentenblad Propria Cures. Later raakte hij in bredere kring bekend als dichter en publicist. Tot zijn thema's behoren naast evolutiebiologie en ethologie ook kunst en literatuur. Zijn toon is eerder terloops dan betogend, zijn instelling antiautoritair. "Eén van de belangrijkste functies van kunst vind ik het verstoren en het doorbreken van de hiërarchie — het maken van ademgaten — zodat, ook al zit je ergens in een onderlaag, je jezelf via de kunst kunt bevrijden" (uit de bundel 'Ademgaten').
Hillenius stierf kort voor zijn 60e verjaardag aan de complicaties van een vermoedelijk tijdens een buitenlandse reis opgelopen infectie. In het Amsterdamse Diemerpark werd het Dick Hilleniuspad naar hem vernoemd.